# NiziU
NiziU (ニジュー?) es un grupo femenino japonés formado por Sony Music Entertainment y JYP Entertainment a través del programa Nizi Project. El grupo consta de nueve integrantes: Mako, Rio, Maya, Riku, Ayaka, Mayuka, Rima, Miihi y Nina. NiziU lanzó un EP, Make You Happy, como lanzamiento predebut, el 30 de junio de 2020, acompañado de un sencillo con el mismo nombre. El grupo debutó el 2 de diciembre de 2020 con el sencillo Step and a Step.

## Historia

### Formación
NiziU se formó bajo el sello discográfico JYP Entertainment con la segunda visión sobre la «globalización por localización», ( el primero Boy Story ) a través del programa de supervivencia Nizi Project que se transmitió semanalmente a través de Hulu Japón y finalmente se distribuyó internacionalmente a través del canal oficial de YouTube de JYP Entertainment. El programa se dividió en dos temporadas. La primera temporada muestra las audiciones de las posibles integrantes en todo Japón, reduciendo la alineación prospectiva a 14 de 26 chicas elegidas por J.Y. Park, mientras que la segunda temporada todas las chicas se trasladan a Corea del Sur durante seis meses.
El 26 de junio de 2020, se reveló al público el episodio final de Nizi Project y, por lo tanto, la alineación final. Como artista de JYP Entertainment, el grupo se ha asociado con la compañía discográfica Sony Music para la venta de álbumes y la gestión del grupo durante sus actividades en Japón.

### 2020-presente:Make You Happy
El 30 de junio de 2020, se lanzó un miniálbum digital llamado Make You Happy en Japón y el 1 de julio internacionalmente.[actualizar]

## Integrantes
- Mako
- Rio
- Maya
- Riku
- Ayaka
- Mayuka
- Rima
- Miihi
- Nina

## Discografía

### EP
| Título         | Detalles | Peak chart positions | Peak chart positions | Peak chart positions | Ventas        |
| Título         | Detalles | COR                  | JPN                  | JPN                  | Ventas        |
| Título         | Detalles | COR                  | Oricon               | Hot                  | Ventas        |
| -------------- | --- | -------------------- | -------------------- | -------------------- | ------------- |
| Make You Happy | - Lanzamiento: 30 de junio de 2020 - Discográfica: Sony Music, JYP Entertainment - Formatos: descarga digital, streaming Ver listaTracklist #Make You Happy 1. Baby I'm a Star 2. Boom Boom Boom 3. 虹の向こうへ | —                    | 1                    | 1                    | - JPN: 81,167 |

### Sencillo
| Título           | Año  | Mejor posición | Mejor posición | Ventas        | Álbum          |
| Título           | Año  | JPN            | JPN            | Ventas        | Álbum          |
| Título           | Año  | Oricon         | Hot            | Ventas        | Álbum          |
| ---------------- | ---- | -------------- | -------------- | ------------- | -------------- |
| «Make You Happy» | 2020 | 1              | 2              | - JPN: 25 439 | Make You Happy |

### Otras canciones
| Título                              | Año  | Mejor posición | Álbum          |
| Título                              | Año  | JPN Hot        | Álbum          |
| ----------------------------------- | ---- | -------------- | -------------- |
| «Baby I'm a Star»                   | 2020 | 14             | Make You Happy |
| «Boom Boom Boom»                    | 2020 | 15             | Make You Happy |
| «Beyond the Rainbow» (虹の向こうへ) | 2020 | 19             | Make You Happy |